# Kit (zviježđe)
Kit (lat. Cetus) je zviježđe vidljivo na sjevernoj polutci za vrijeme zime. Pozicionirano je zajedno za ostalim vodenim konstelacijama: Vodenjakom, Ribama, i Eridanom.